# Megújuló Békés Megyéért Egyesület
A Megújuló Békés Megyéért Egyesület egy Békés vármegyei civilszervezet, ami 2018-ban alakult Mezőkovácsházán, a SZÖMJI civil társaság utódjaként, több civil közösség és magánszemély összefogásával. Eredetileg csupán ifjúsági szervezetként funkcionált, ez később kibővült karitatív és társadalmi tevékenységekre is. A Megújuló Közösségek Egyesület országos hálózatának alapító tagja, Békés megyei egyesülete.

## Története
2015-ben mezőkovácsházi fiatalok kezdeményezésére jött létre a gyermek – és ifjúsági önkormányzat Mezőkovácsházán, ami éveken át sikeresen működött. 2017-től kistérségi szintű szakmai műhely alakult Szövetség a Mezőkovácsházai Járás Ifjúságáért (röviden: SZÖMJI) néven . A meglévő civil társasági keretek azonban már szűkösek voltak a civilszervezet célkitűzéseinek megvalósításához, így 2018-ban arra az elhatározásra jutott 10 magánszemély, valamint a SZÖMJI műhely mintegy negyven tagja és öt további civil kezdeményezés, hogy egyesülnek, és jogi személyiséggel rendelkező civilszervezetet hoznak létre. Az egyesület 2018. október 21-én alakult meg Mezőkovácsházán, első igazgatója Matuz Ádám Krisztián lett. 
Az egyesületet 2019 februárjában jegyezte be a cégbíróság. A 2020. márciusi taggyűlésen döntött az egyesület az átalakulásról, így Megújuló Békés Megyéért néven folytatták további működésüket, kibővülve társadalmi ügyek képviseletével és szociális feladatok felvállalásával. A COVID-19 pandémia idején mintegy 2000 szájmaszkot varrtak meg és osztottak ki Békés – és Csongrád-Csanád megyében a Somniummal közösen. Több karitatív akció is fűzödik az egyesülethez, mint pl. a tanszergyűjtő akciók 

## Vezetők
Elnök, majd igazgató: Matuz Ádám Krisztián (2018-) 
Helyettes vezetők:
Balog Ferenc (2018-2020)
Jaroszczák-Szabó Bence (2020)
Vörös Barbara Bettina (2020-)
Vezetőségi tagok:
Balog Ferenc (2018-2020), Jaroszczák-Szabó Bence (2020-), Vörös Barbara Bettina (2019-), Nádas Sándor (2018-)